# Samir Tabaković
Samir Tabaković (Višegrad, 24 ottobre 1967) è un allenatore di calcio ed ex calciatore bosniaco, di ruolo difensore.